# Street Life
Az 1979-es Street Life a The Crusaders nagylemeze. Ez jelenti az együttes kereskedelmi sikerének csúcsát, mivel három Billboard-listán került be a legjobb 20 közé. A címadó dal top 40-es kislemez volt a maga 36. helyével, és ez lett a zenekar legsikeresebb műve a soul-kislemezlistán (a 17. helyig jutott). A Street Life felkerül a diszkó listára is, a 75. helyre. Két filmnek is a betétdala lett: először Burt Reynolds Sharky csapata, majd Quentin Tarantino Jackie Brown című filmjében.
Az album szerepel az 1001 lemez, amit hallanod kell, mielőtt meghalsz című könyvben.

## Az album dalai
|    | Cím                         | Szerző(k)                 | Hossz |
| -- | --------------------------- | ------------------------- | ----- |
| 1. | Street Life                 | Will Jennings, Joe Sample | 11:18 |
| 2. | My Lady                     | Wilton Felder             | 6:43  |
| 3. | Rodeo Drive (High Steppin') | Sample                    | 4:28  |
| 4. | Carnival of the Night       | Felder                    | 6:24  |
| 5. | The Hustler                 | Stix Hooper               | 5:18  |
| 6. | Night Faces                 | Sample                    | 5:10  |

## Helyezések

### Album
| Év   | Lista        | Helyezés |
| ---- | ------------ | -------- |
| 1979 | Black Albums | 3        |
| 1979 | Jazz Albums  | 1        |
| 1979 | Pop Albums   | 18       |

### Kislemezek
| Év   | Kislemez    | Lista             | Helyezés |
| ---- | ----------- | ----------------- | -------- |
| 1979 | Street Life | Black Singles     | 17       |
| 1979 | Street Life | Club Play Singles | 75       |
| 1979 | Street Life | Pop Singles       | 36       |

## Közreműködők
- Arthur Adams – gitár
- Roland Bautista – gitár
- Oscar Brashear – trombita
- Garnett Brown – harsona
- Randy Crawford – ének
- Paulinho Da Costa – ütőhangszerek
- Wilton Felder – szaxofon, producer
- Barry Finnerty – gitár
- William Green – szaxofon
- Stix Hooper – dob, producer
- Paul Jackson Jr. – gitár
- James Jamerson – basszusgitár
- Alphonso Johnson – basszusgitár
- Robert O'Bryan – trombita
- Jerome Richardson – szaxofon
- Billy Rogers – gitár
- Joe Sample – billentyűk, producer